# Девентер
Девентер (нід. Deventer) — місто в Нідерландах (провінція Оверейсел), розташоване на річці Ейссел, колишнє ганзейське місто. Станом на листопад 2018 року кількість населення становила — 99 930 чол.
Місто засноване, ймовірно, англійським християнським місіонером Лебуїном в 768 році.
До XVI століття в місті процвітала торгівля завдяки тому, що річкою Ейссел могли пройти великі судна. Через обміління річки і початок воєн місто втратило своє торгове значення.
1562 року в цьому місті народився Ян Свелінк, основоположник нідерландської органної школи.
У Девентері у місцевій школі гармашів з 1657 року навчався Іван Мазепа, про що свідчить запис в її реєстрі: «Йоаннес Колединьскі, нобілес польонус».
На початок XX століття в місті проживало 27 тисяч жителів, воно було відоме своїми килимовими фабриками.

## Спорт
В місті базується професійний футбольний клуб «Гоу Егед Іглз». Домашні матчі проводить на стадіоні «Де Аделарсгорст», що здатний вмістити 9 909 глядачів.